# René Gallina
René Gallina est un footballeur français né le 8 mai 1945 à Nice et mort le 9 novembre 2014 à Cagnes-sur-Mer. Il joue au poste de gardien de but du début des années 1960 à la fin des années 1970.
Formé au Cavigal Nice Sports, il fait ses débuts au Stade français puis rejoint le SCO Angers où il est surnommé le « Roi René ». Il est avec cette équipe champion de France de division 2 en 1969. Après avoir joué également au Paris FC et aux Girondins de Bordeaux, il termine sa carrière à l'Olympique avignonnais.

## Biographie
René Gallina rejoint le Cavigal Nice Sports en 1956 à l'âge de onze ans à la suite d'un tournoi inter-école. Il effectue toute sa formation dans ce club et dispute en 1962 la finale de la coupe nationale des cadets avec la ligue du Sud-Est face à la Ligue du Nord. Les Nordistes emmenées par Georges Lech s'imposent sur le score de deux à un sur René Gallina et ses coéquipiers notamment Charly Loubet et Jacky Novi. L'année suivante, il est sélectionné en équipe de France junior pour disputer le Championnat d'Europe. Les jeunes Français ne parviennent pas à sortir de leur poule.
L'AS Saint-Étienne, l'AS Monaco et l'OGC Nice souhaitent alors le recruter mais il rejoint finalement le Stade français comme doublure de Georges Carnus. Il dispute sa première rencontre en division 1 lors de la saison 1963-1964 mais ne dispute, en deux ans et demi, que sept rencontres de championnat. Avec la réserve du club parisien, il remporte le championnat de division d'honneur de Paris en 1965.
René Gallina signe en novembre 1965 au SCO Angers et parvient avec son club en demi-finale de la coupe de France. Les Angevins sont éliminés à ce stade de la compétition par le FC Nantes sur le score de trois buts à un. La saison suivante, le club termine 3e du championnat mais en 1967-1968, il est relégué en division 2 en terminant 18e à la suite d'un goal-average défavorable d'un but avec le RC Lens. Le club angevin ne reste qu'une seule saison à l'échelon inférieur. Il remporte le championnat en inscrivant 128 buts dont 55 par Gérard Grizzetti. Lors du dernier match de la saison contre l'AS Cannes, René Gallina, surnommé le  « Roi René », joue avant-centre et inscrit un but, le seul de sa carrière. Le SCO Angers atteint également les demi-finales de la coupe de France où opposé à l'Olympique de Marseille, il s'incline sur le score de deux buts à un sur les deux matchs. Les bonnes performances de René Gallina lui ouvre les portes de l'équipe de France et, il est sélectionné en avril 1969 par Georges Boulogne pour une rencontre opposant les espoirs français à la Roumanie. Remplaçant d'Yves Chauveau, il assiste des tribunes à la victoire des Français sur le score d'un but à zéro,. Le club angevin se stabilise ensuite en division 1 et se classe 4e en 1972. Lors de cette saison, il est appelé en France B par Georges Boulogne le 9 avril. Opposés aux Tunisiens, les Français s'imposent sur le score de deux buts à un.
En fin de contrat avec le SCO, René Gallina s'engage au Paris FC mais le club parisien descend en fin de saison 1974. Il rejoint alors les Girondins de Bordeaux où en concurrence avec Philippe Bergeroo il ne dispute que 21 rencontres. René Gallina signe alors avec l'Olympique avignonnais qui vient de monter en division 1.
Les Avignonnais terminent dernier du championnat en 1976 et retournent en division 2. Le 11 novembre 1978, lors d'une rencontre face à l'AS Béziers, René Gallina est victime d'une grave blessure à la suite d'un choc avec Joseph Yegba Maya. Tous les ligaments de son genou sont sectionnés et il doit alors mettre fin à sa carrière professionnelle.
Il passe alors ses diplômes d'entraîneur à l'INF Vichy en 1982 et dirige la saison suivante la réserve avignonnaise. Cette expérience ne dure qu'une saison et il se retire alors du monde du football. Il meurt le 9 novembre 2014 des suites d'une longue maladie,.

## Palmarès
René Gallina dispute 291 rencontres de division 1 et 110 rencontres pour un but marqué en division 2. Il remporte le championnat de France de division 2 en 1969 avec le SCO Angers et avec la réserve du Stade français, il est champion de division d'honneur de Paris en 1965. Il est également finaliste de la coupe nationale des cadets en 1962 avec la ligue du Sud-Est.
René Gallina compte des sélections en équipe de France juniors, trois en  espoirs  et une en équipe de France B obtenue en 1972.

## Statistiques
Le tableau ci-dessous résume les statistiques en match officiel de René Gallina durant sa carrière de joueur professionnel,.
| Saison                | Club                  | Championnat           | Championnat | Championnat | Coupe(s) nationale(s) | Coupe(s) nationale(s) | Compétition(s) continentale(s) | Compétition(s) continentale(s) | Compétition(s) continentale(s) | Sélection | Sélection | Sélection | Total | Total |
| Saison                | Club                  | Division              | M.          | B.          | M.                    | B.                    | Comp.                          | M.                             | B.                             | Équipe    | M.        | B.        | M.    | B.    |
| 1963-1964             | Stade français        | Division 1            | 5           | 0           | -                     | -                     | -                              | -                              | -                              | -         | -         | -         | 5     | 0     |
| 1964-1965             | Stade français        | Division 1            | -           | -           | -                     | -                     | C3                             | 1                              | 0                              | -         | -         | -         | 1     | 0     |
| 1965-1966             | Stade français        | Division 1            | 1           | 0           | -                     | -                     | -                              | -                              | -                              | -         | -         | -         | 1     | 0     |
| 1965-1966             | Angers SCO            | Division 1            | 18          | 0           | 6                     | 0                     | -                              | -                              | -                              | -         | -         | -         | 24    | 0     |
| 1966-1967             | Angers SCO            | Division 1            | 34          | 0           | 4                     | 0                     | -                              | -                              | -                              | -         | -         | -         | 38    | 0     |
| 1967-1968             | Angers SCO            | Division 1            | 17          | 0           | 3                     | 0                     | -                              | -                              | -                              | -         | -         | -         | 20    | 0     |
| 1968-1969             | Angers SCO            | Division 2            | 38          | 1           | 10                    | 0                     | -                              | -                              | -                              | -         | -         | -         | 48    | 1     |
| 1969-1970             | Angers SCO            | Division 1            | 19          | 0           | 4                     | 0                     | -                              | -                              | -                              | -         | -         | -         | 23    | 0     |
| 1970-1971             | Angers SCO            | Division 1            | 35          | 0           | 1                     | 0                     | -                              | -                              | -                              | -         | -         | -         | 36    | 0     |
| 1971-1972             | Angers SCO            | Division 1            | 38          | 0           | 1                     | 0                     | -                              | -                              | -                              | France B  | 1         | 0         | 40    | 0     |
| 1972-1973             | Angers SCO            | Division 1            | 38          | 0           | 1                     | 0                     | C3                             | 2                              | 0                              | -         | -         | -         | 41    | 0     |
| 1973-1974             | Paris FC              | Division 1            | 35          | 0           | -                     | -                     | -                              | -                              | -                              | -         | -         | -         | 35    | 0     |
| 1974-1975             | Girondins de Bordeaux | Division 1            | 21          | 0           | 3                     | 0                     | -                              | -                              | -                              | -         | -         | -         | 24    | 0     |
| 1975-1976             | Olympique avignonnais | Division 1            | 30          | 0           | -                     | -                     | -                              | -                              | -                              | -         | -         | -         | 30    | 0     |
| 1976-1977             | Olympique avignonnais | Division 2            | 32          | 0           | 5                     | 0                     | -                              | -                              | -                              | -         | -         | -         | 37    | 0     |
| 1977-1978             | Olympique avignonnais | Division 2            | 26          | 0           | 5                     | 0                     | -                              | -                              | -                              | -         | -         | -         | 31    | 0     |
| 1978-1979             | Olympique avignonnais | Division 2            | 14          | 0           | -                     | -                     | -                              | -                              | -                              | -         | -         | -         | 14    | 0     |
| Total sur la carrière | Total sur la carrière | Total sur la carrière | 401         | 1           | 43                    | 0                     | -                              | 3                              | 0                              | -         | 1         | 0         | 448   | 1     |